# I, Row-Boat
I, Row-Boat (Eu, barco a remo) é uma novela de ficção científica de 2006 de Cory Doctorow. O livro fala sobre um barco a remo sensível que se envolve na guerra de ressentimento de um recife contra a humanidade.

## Resumo da trama
Robbie, o barco a remo, leva uma vida bastante serena. Praticamente tudo o que ele faz é transportar mergulhadores para seu destino de mergulho no Mar de Coral, na costa da Austrália.  Porém, esses não são seres humanos comuns - são apenas conchas usadas para incorporar a consciência baixada de outros seres humanos e A.Is. Consequentemente, Robbie ele navega periodicamente na rede para se manter atualizado.
Ele também é um praticante devoto de uma religião de A.I. conhecida como Asimovismo - que segue estritamente as Três Leis da Robótica -, então ele fica um pouco surpreso quando um de seus locais de mergulho regulares, um enorme recife de coral, é subitamente elevado à consciência e profundamente se ressente da intrusão de mergulhadores em seu espaço. Robbie apenas leva os mergulhadores para outro lugar - até que uma mulher antiga se transfere para um dos mergulhadores e atrai atenção suficiente para que Robbie seja forçado a tomar medidas extremamente drásticas para salvá-la.